# Bank of America Plaza (Dallas)
Bank of America Plaza – Wieżowiec w Dallas, w stanie Teksas, w Stanach Zjednoczonych zlokalizowany na 901 Main Street. Budynek jest zbudowany w stylu modernistycznym. Wieżowiec ma 72 kondygnacje i liczy sobie 280.7 m co czyni go najwyższym obiektem w mieście. Wieżowiec jest także trzecim co do wysokości budynkiem w stanie Teksas. Budowa obiektu rozpoczęła się w 1983 r. Początkowe plany zakładały wielki kompleks czterech wież, z których ostatecznie wybudowano tylko Bank of America Plaza. Budowę zakończono w 1985 r. Dzięki jaskrawo-zielonym neonom, które ozdabiają budynek w nocy, mieszkańcy Dallas nazywają go "The Green Bouilding" albo "The Green Tower".